# Ораниенбург (станция)
Ораниенбург — железнодорожная станция, расположенная в одноимённом городе, находящемся в федеральной земле Бранденбург, ФРГ. Имеет двухэтажное вокзальное здание. Была открыта 10 июля 1877 года, одновременно с началом движения по Берлинской северной железной дороге как станция, принадлежащая одноимённой немецкой компании (Berliner Nord-Eisenbahngesellschaft). Электрифицирована в 1925 году.
В настоящее время данный остановочный пункт является конечной точкой маршрута для электропоездов, работающих на линии "S-1" берлинской городской электрички (S-Bahn Berlin), которые отправляются/прибывают 3 раза в час. Также на станции Ораниенбург 1 раз в 2 часа делают остановку поезда типа Regional-Express, курсирующие по маршруту "RE-5" из Ростока либо Штральзунда через Берлин до конечной станции Лютерштадт Виттенберг либо Фалькенберг. Также по двум маршрутам (RB-12 и RB-20) курсируют поезда типа Regionalbahn.

## Фото

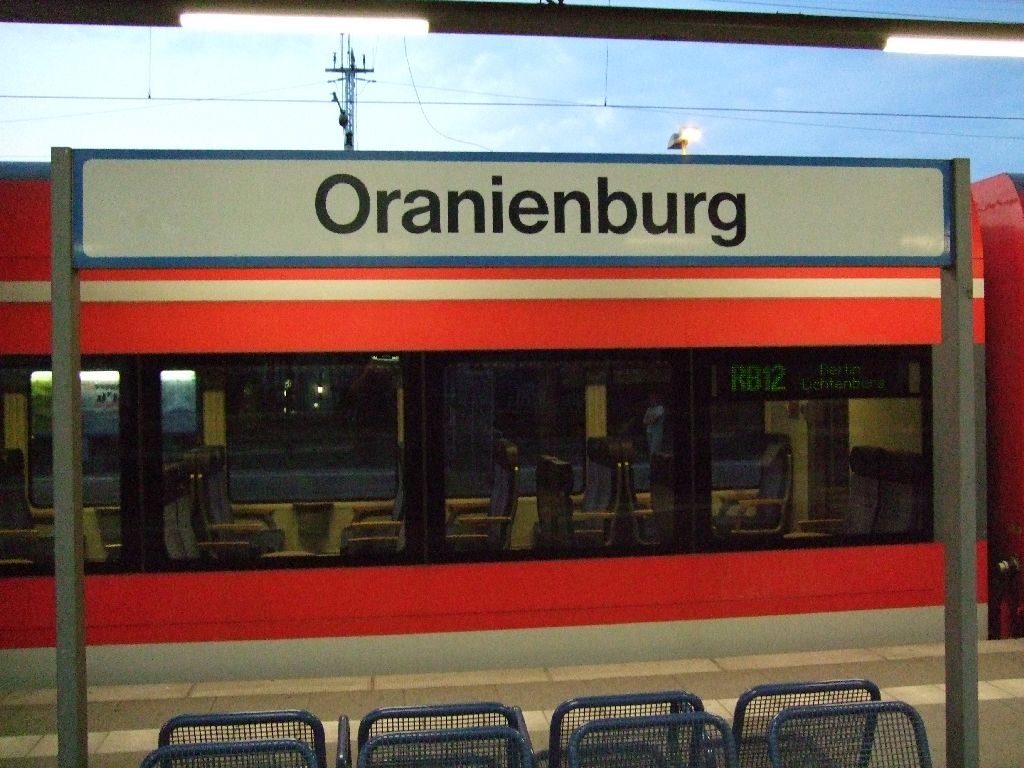
Табличка станции, фото 2008 г.
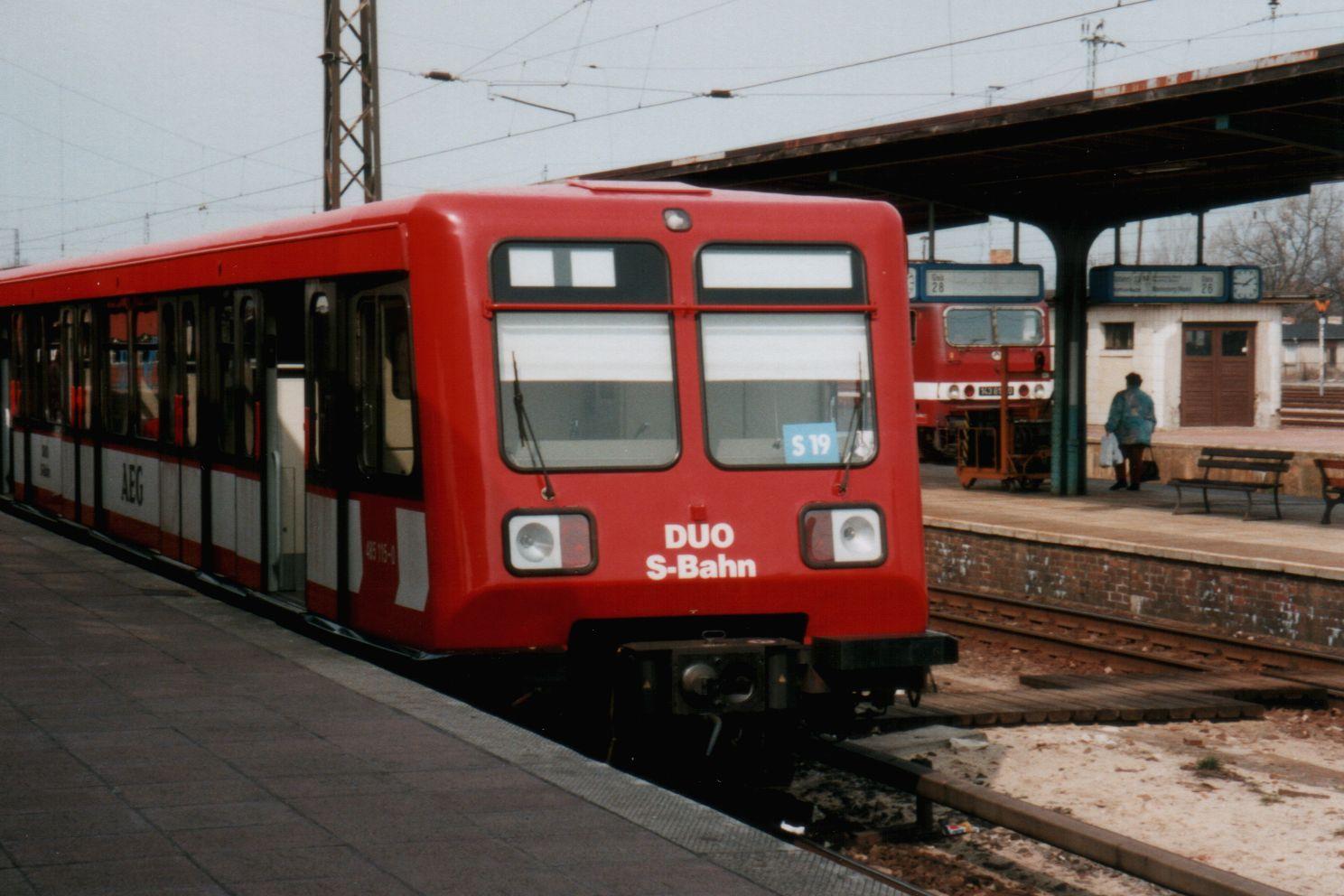
Поезд "Duo-S-Bahn" в Ораниенбурге, фото 1995 г.